# Neuhaus an der Pegnitz

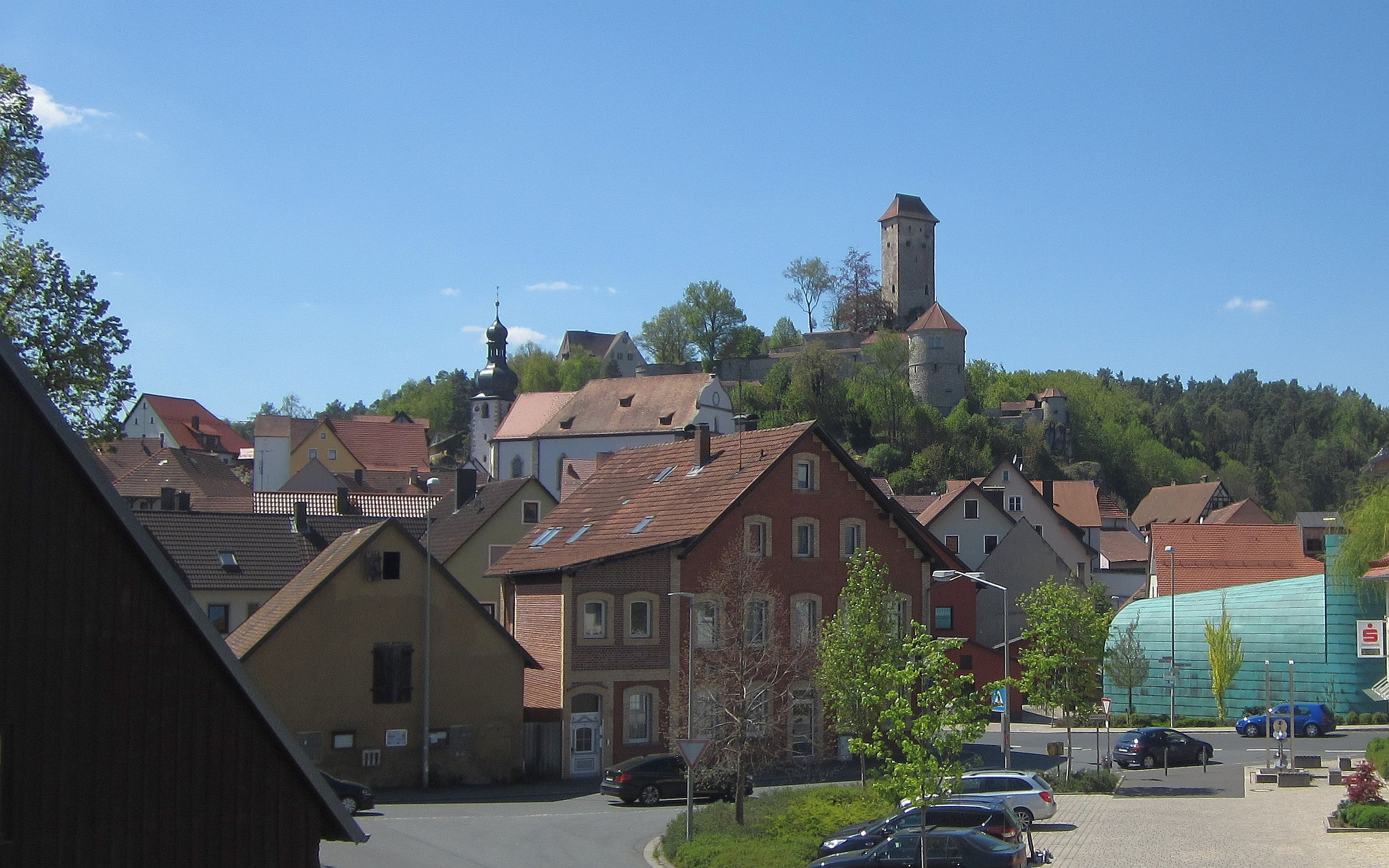
Neuhaus mit Burg Veldenstein

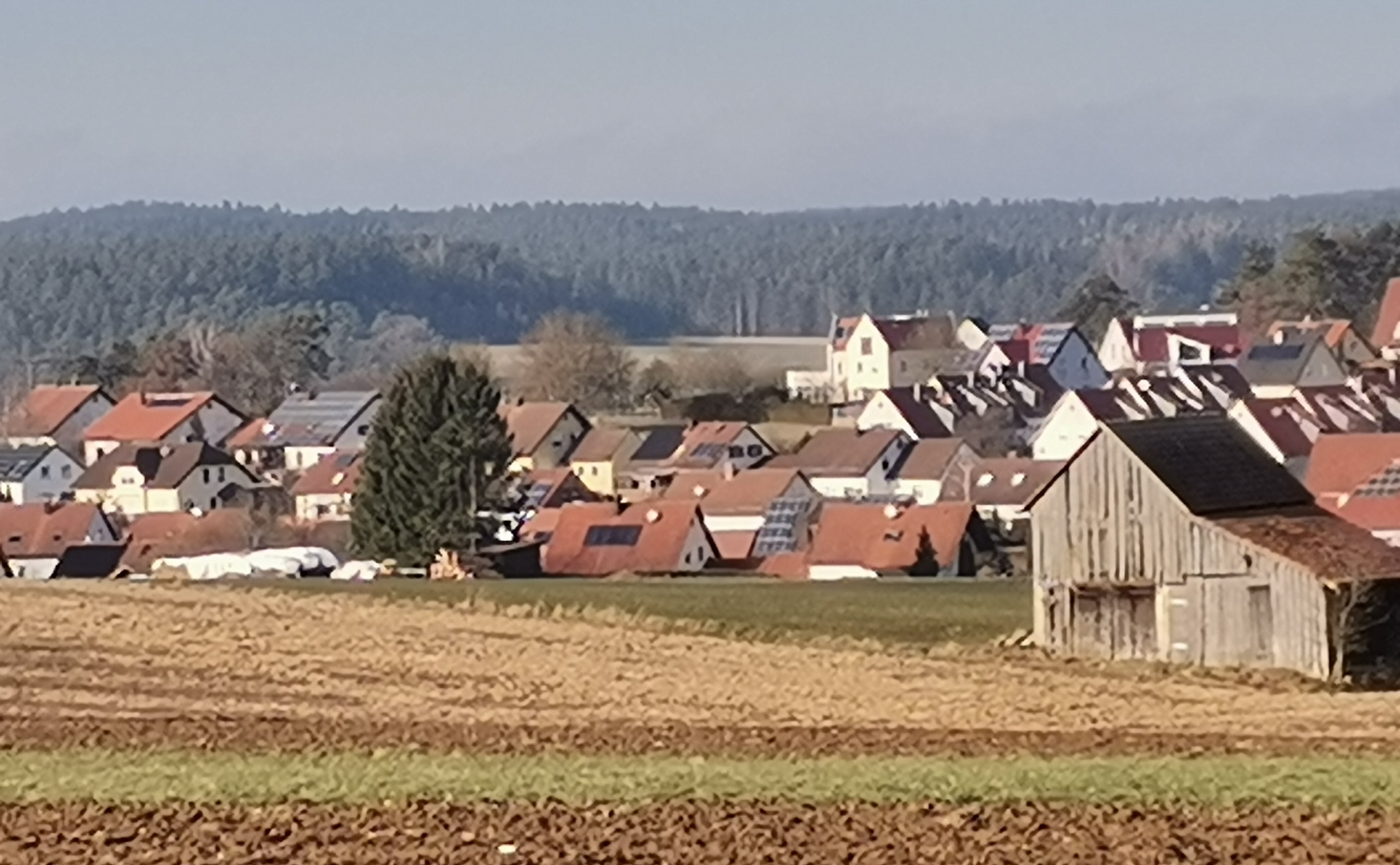
Blick auf Neuhaus

Neuhaus an der Pegnitz (amtlich: Neuhaus a.d.Pegnitz) ist ein Markt im mittelfränkischen Landkreis Nürnberger Land und liegt circa 60 km nordöstlich von Nürnberg.

## Geografie

### Nachbargemeinden
Nachbargemeinden sind (im Norden beginnend im Uhrzeigersinn): Auerbach in der Oberpfalz, Königstein, Hirschbach (alle Landkreis Amberg-Sulzbach/Oberpfalz), Hartenstein, Velden (beide Landkreis Nürnberger Land), Pegnitz (Landkreis Bayreuth/Oberfranken)

### Gemeindegliederung
Die Gemeinde hat 11 Gemeindeteile (in Klammern ist der Siedlungstyp angegeben):
- Bärnhof (Dorf)
- Finstermühle (Dorf)
- Hammerschrott (Dorf)
- Höfen (Dorf)
- Krottensee (Dorf)
- Mosenberg (Dorf)
- Neuhaus a.d.Pegnitz (Hauptort)
- Ranna (Einöde)
- Rehberg (Einöde)
- Rothenbruck (Dorf)
- Ziegelhütte (Weiler)

Folgende Gemeindeteile wurden zwischen 1960 und 1991 abgebrochen:
- Fischstein
- Oberbrand
- Rinnenbrunn
- Unterbrand

Es gibt auf dem Gemeindegebiet die Gemarkungen Höfen, Krottensee, Neuhaus und Rothenbruck. Die Gemarkung Neuhaus an der Pegnitz hat eine Fläche von 4,096 km². Sie ist in 1432 Flurstücke aufgeteilt, die eine durchschnittliche Flurstücksfläche von 2859,99 m² haben.

## Geschichte

### Neuhaus
Neuhaus ist historisch mit der Burg Veldenstein verbunden, die als Stiftungsgut an das 1008 gegründete Bistum Bamberg kam. Die Burg wurde erstmals 1269 als „novum castrum“, übersetzt das neue Haus, urkundlich erwähnt und war Amtsburg und Residenzburg der Bamberger Fürstbischöfe. 1348 werden erste Einzelheiten berichtet. Um diese Zeit waren schon mindestens 16 Güter vorhanden. 1470 war Neuhaus auf 38 Anwesen angewachsen. Bischof Graf Philipp von Henneberg errichtete 1476 die Neuhauser Pfarrei. Unter Bischof Weigand von Redwitz (1522–1556) wurden die Marktrechte erlangt und das Brauhaus erworben. Als das Hochstift Bamberg 1803 säkularisiert wurde, gelangte Neuhaus an Bayern und 1805 an die Oberpfalz (die Bezeichnung war bis 1837 Regenkreis).
Die gemeindliche Selbstverwaltung wurde 1818 mit dem Zweiten Gemeindeedikt wieder hergestellt. Der Markt gehörte vor der Gemeindegebietsreform im Jahr 1972 zum Landkreis Eschenbach in der Oberpfalz und kam dann zum mittelfränkischen Landkreis Nürnberger Land.

### Eingemeindungen

#### Rothenbruck und Krottensee
Am 1. Januar 1972 wurde die 1818 gegründete Gemeinde Rothenbruck eingegliedert. Am 1. Juli 1972 kam Krottensee hinzu.

#### Höfen
Höfen, früher eine Gemeinde im oberfränkischen Landkreis Pegnitz, wurde am 1. Mai 1978 eingemeindet. Es war als Rodungsdorf in der zweiten Hälfte des 15. Jahrhunderts entstanden. Im Januar 2006 hatte es 136 Einwohner.

#### Mosenberg
Mosenberg, ein Rodungsdorf aus dem 15. Jahrhundert, war früher ein Teil der Gemeinde Höfen. Es liegt in einem schmalen Landstreifen an der Pegnitz und wird als „Wurmfortsatz des Nürnberger Landes“ bezeichnet. Westlich dieses Landstreifens liegt Oberfranken, zu dem es ursprünglich gehörte, das östliche Pegnitzufer gehört zur Oberpfalz. Auf dem Gebiet von Mosenberg befindet sich der 1992 aufgelassene Bahnhof Ranna, von dem früher eine Nebenbahnstrecke nach Auerbach in der Oberpfalz abzweigte. Mosenberg hatte im Januar 2006 288 Einwohner.

## Politik

### Marktgemeinderat
Der Marktgemeinderat besteht aus 14 Gemeinderäten und dem Ersten Bürgermeister. Bei den Kommunalwahlen 2008, 2014 und 2020 ergaben sich folgende Sitzverteilungen:
|      | CSU | SPD | Bürgergemeinschaft Neuhaus und Umgebung | Grüne | Gesamt   |
| 2008 | 6   | 5   | 3                                       | –     | 14 Sitze |
| 2014 | 6   | 5   | 3                                       | –     | 14 Sitze |
| 2020 | 6   | 3   | 3                                       | 2     | 14 Sitze |

### Bürgermeister
Erster Bürgermeister ist seit Mai 2008 Josef Springer (CSU). Dieser wurde bei der Kommunalwahl am 15. März 2020 mit 77,43 % der gültigen Stimmen im Amt bestätigt. Die Wahlbeteiligung betrug 72,79 %. Der Bürgermeister gehört als weiteres Mitglied dem Gemeinderat an. Vorgängerin war Heidi Suttner (SPD).

### Wappen
| Wappen von Neuhaus an der Pegnitz | Blasonierung: „Geteilt von Blau und Rot, oben ein an der Teilungslinie wachsender rot bewehrter und rot gezungter goldener Löwe, unter auf grünem Dreiberg ein runder, vierzinniger, silberner Turm mit in silberne Steine gefasstem schwarzem Bogentor mit halb gezogenem, goldenem Fallgatter.“ |
| Wappen von Neuhaus an der Pegnitz | |

## Kultur und Sehenswürdigkeiten

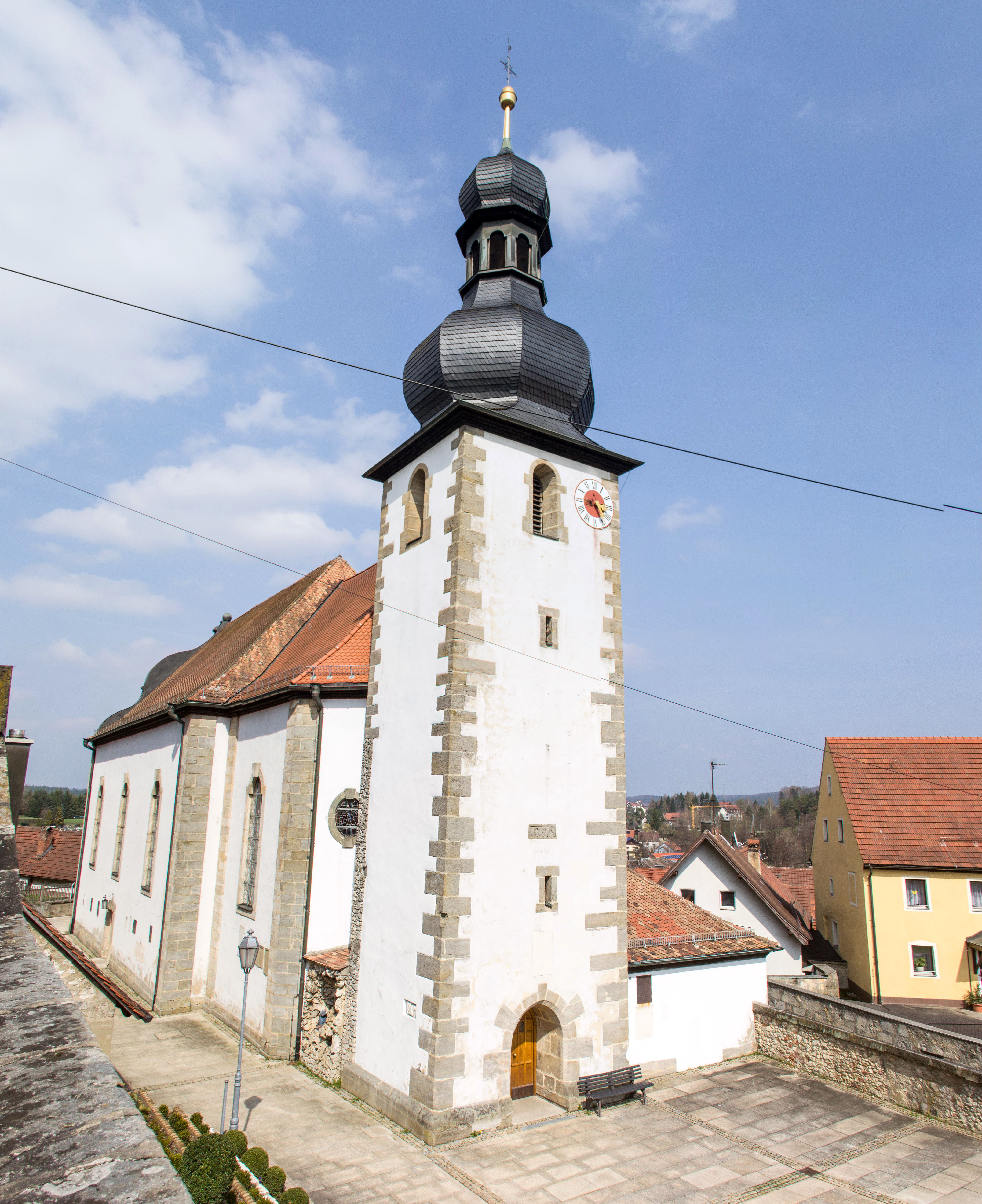
Kirche St. Peter und Paul

### Bau- und Bodendenkmäler
Sehenswert sind die Burg Veldenstein über der Marktgemeinde sowie die katholische Kirche St. Peter und Paul.

### Natur und Freizeit

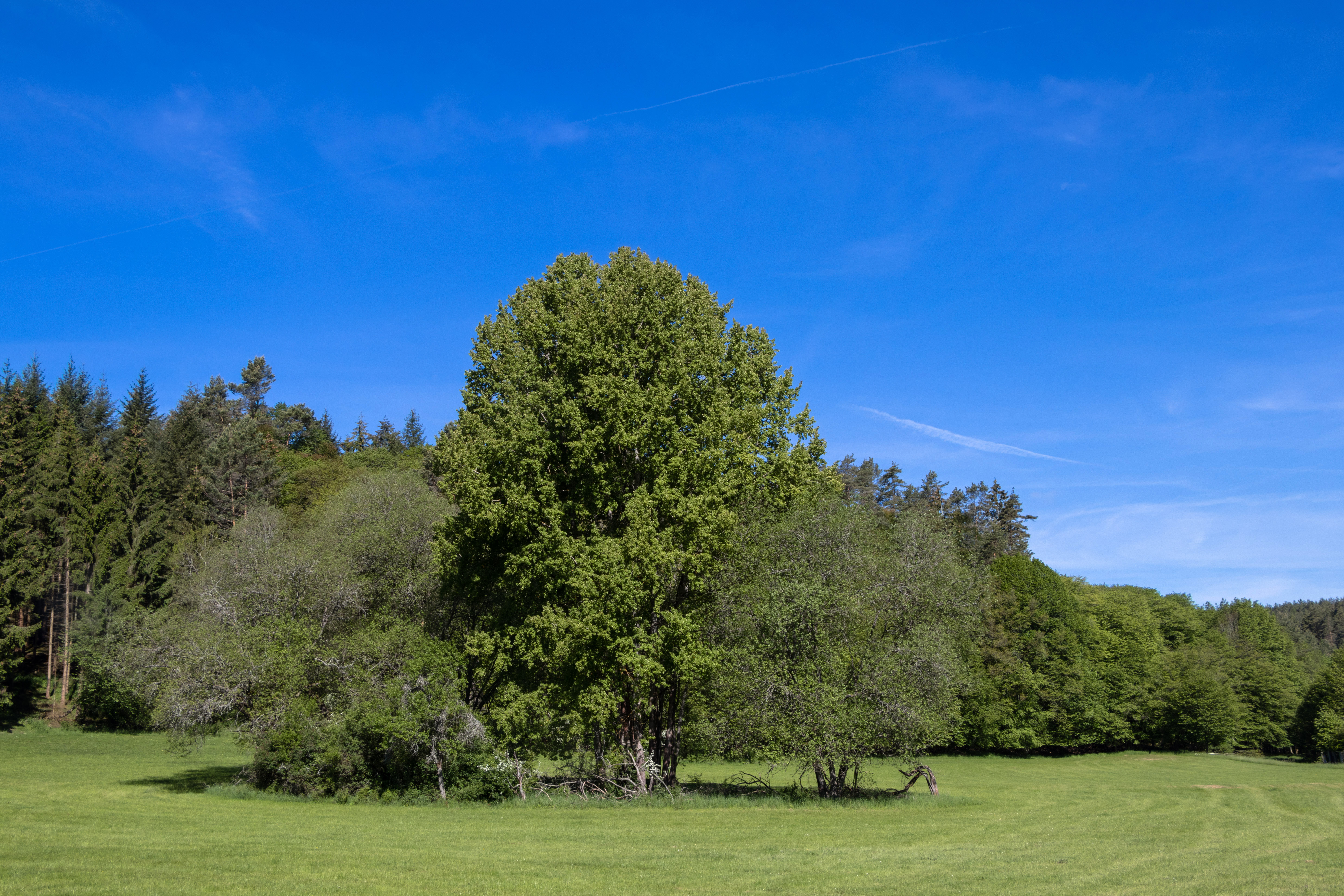
Talaue im Naturschutzgebiet

Der Ort ist Ausgangspunkt zahlreicher Rad- und Wanderwege.
Geologische Ziele sind:
- Die an der Grenze zur Stadt Auerbach gelegene Maximiliansgrotte
- Die Felsformation Steinerne Stadt
- Die Bismarckgrotte bei Rinnenbrunn
- Die Distlergrotte
- Das Naturschutzgebiet Pegnitzau zwischen Ranna und Michelfeld

## Wirtschaft und Infrastruktur

### Verkehr
In Neuhaus an der Pegnitz gibt es einen zentral gelegenen Bahnhof an der Bahnstrecke Nürnberg–Cheb.
Mehrmals stündlich halten Züge in Richtung Nürnberg sowie stündlich in Richtung Bayreuth und Hof.

### Ansässige Unternehmen
Größter Betrieb ist die Großbrauerei Kaiser. Das Kommunalbraurecht ist bis in die Gegenwart erhalten. Mit einem am Haus hängenden Bierstern wird angezeigt, in welcher Gaststätte das Kommunbier ausgeschenkt wird. Zurzeit gibt es noch drei Kommungaststätten, von denen nur zwei regelmäßig aktiv sind. Auch Kaiser Bräu besitzt das Kommunbraurecht und schenkt einmal im Jahr zu Gunsten der lokalen Sportvereine das typische Märzenbier aus.

## Persönlichkeiten, die vor Ort gewirkt haben
- Johann Sebastian Diez (1711–1793), Komponist, Chorleiter und Pädagoge, geboren in Neuhaus
- Hermann Göring (1893–1946), nationalsozialistischer Politiker, wuchs in Neuhaus auf und lebte mit seiner Familie lange auf Burg Veldenstein
- Elmar Hayn (* 1971), Politiker (Bündnis 90/Die Grünen), wohnhaft in Neuhaus